# Nowy Kobylnik
Nowy Kobylnik – część wsi Stary Kobylnik położona w Polsce, w województwie mazowieckim, w powiecie białobrzeskim, w gminie Stara Błotnica.
W latach 1975–1998 miejscowość administracyjnie należała do województwa radomskiego.